# Crossopriza manakhah
Crossopriza manakhah (лат.) — вид пауков-сенокосцев рода Crossopriza (Smeringopinae, Pholcidae). Распространён в Йемене. Назван по месту обнаружения (Manakhah, 15,12° N, 43,68° E, западный Йемен).

## Описание
Мелкие пауки-сенокосцы, длина тела 3,4 мм, ширина карапакса 1,3 мм, длина ног до 3 см. Карапакс охристо-жёлтый, срединная ямка спереди светло-коричневая; стернум коричневый, с чёрными радиальными метками; ноги охристо-жёлтые, без тёмных колец, с чёткими чёрными линиями на бёдрах и голенях; брюшко охристо-серое, с чёткими тёмными и белыми метками дорсально и латерально; вентрально с чёткой чёрной срединной полосой, частично нарушенной, с двумя параллельными продольными метками за гонопором.
Биология не исследована.

## Систематика
Вид был впервые описан в 2022 году в ходе исследования разнообразия пауков Центральной Азии, проведённого немецким арахнологом Бернхардом Хубером (Bernhard Huber, Alexander Koenig Research Museum of Zoology, Бонн, Германия). Легко отличить от близких видов по деталям пальп самцов (прокурсус с характерным пролатеральным отростком; дистальный склерит генитальной луковицы с двумя простыми заостренными отростками); также по хелицерам самцов (пара очень сильных медиально направленных апофизов, исходящих из тёмной склеротизированной U-образной области) и гениталиям самок (эпигинум треугольный, с сильным срединным гребнем).